# アンナエル・デエ
アンナエル・デエ（Annaëlle Deshayes、1996年3月16日 - ）は、フランスの女子ラグビー選手。

## プロフィール
- フランス[1]。
- ポジションはプロップ(PR)。
- 身長 175cm、体重 71kg
- 女子フランス代表キャップは34（2022年12月現在）。

## 略歴
2022年、ラグビーワールドカップ2021の女子フランス代表に選ばれた

## 受賞歴
- ワールドラグビー女子15人制ドリームチーム:2021年[3]